# 29ª edizione della LG Cup
La 29ª edizione della LG Cup è stata una competizione di Go internazionale, disputata tra il 2024 e gennaio 2025. Organizzata dal The Chosun Ilbo, la competizione è sostenuta dalla SBS e sponsorizzata dalla Lucky Goldstar.
La finale, al meglio dei tre incontri, si è conclusa in modo estremamente controverso, con il sudcoreano Byun Sang-il dichiarato campione nonostante non abbia mai sconfitto il suo avversario, il cinese Ke Jie: il risultato della finale è infatti stato influenzato dall’applicazione di regole sudcoreane introdotte nel corso dell'evento. L’episodio ha messo in luce problemi di equità, tempismo delle regole, e la necessità di uniformazione normativa nel Go mondiale. Per protesta la federazione cinese ha ritirato tutti i goisti cinesi dall'edizione del trentennale della Coppa LG.

## Partecipanti
I partecipanti alla competizione sono vincitore e finalista dell'edizione precedente, più:
- 11 dalla Hanguk Kiwon, la federazione della Corea del Sud (di cui sette tramite un torneo di qualificazione);
- 6 dalla Zhōngguó Wéiqí Xiéhuì, la federazione della Cina (di cui quattro tramite un torneo di qualificazione);
- 3 dalla Nihon Ki-in, la federazione del Giappone (di cui uno tramite un torneo di qualificazione);
- 2 dalla Taiwan Chi Yuan, la federazione di Taiwan (di cui uno tramite un torneo di qualificazione).

|                                                | Corea del Sud | Cina                                                         | Giappone                          | Taiwan                           |
| ---------------------------------------------- | --- | ------------------------------------------------------------ | --------------------------------- | -------------------------------- |
| Vincitore e finalista dell'edizione precedente | 1. Shin Jin-seo 9d 2. Byun Sang-il 9d                                                                                                   |                                                              |                                   |                                  |
| Selezionati dalle federazioni                  | 1. Park Jung-hwan 9d 2. Shin Min-jun 9d 3. Park Guen-ho 9d 4. Wo Sung-jin 9d                                                            | 1. Ding Hao 9d 2. Xie Erhao 9d                               | 1. Shibano Toramaru 9d            |                                  |
| Torneo di qualificazione                       | 1. Kim Myeong-hoon 9d 2. Han Sang-joo 6d 3. Kang Dong-yun 9d 4. Kim Jinhwi 7d 5. Lee Ji-hyun 9d 6. Lee Changseok 9d 7. Choi Hyun-jae 5d | 1. Ke Jie 9d 2. Fan Tingyu 9d 3. Mi Yuting 9d 4. Gu Zihao 9d | 1. Kyo Kagen 9d 2. Ida Atsushi 9d | 1. Xu Haohong 9d 2. Lai Junfu 8d |

## Torneo

### Tabellone
|  | Primo turno 20 maggio 2024 Gyeonggi | Primo turno 20 maggio 2024 Gyeonggi |  |  | Secondo turno 22 maggio 2024 Gyeonggi | Secondo turno 22 maggio 2024 Gyeonggi |                 |                 | Quarti di finale 30 settembre 2024 Shinan | Quarti di finale 30 settembre 2024 Shinan |  |  | Semifinale 2 ottobre 2024 Shinan | Semifinale 2 ottobre 2024 Shinan |  |  | Finale 20–23 gennaio 2025 Seul | Finale 20–23 gennaio 2025 Seul |
|  |                                     |                                     |  |  |                                       |                                       |                 |                 |                                           |                                           |  |  |                                  |                                  |  |  |                                |                                |
|  | Han Sang-joo 6d                     | B+R                                 |  |  |                                       |                                       |                 |                 |                                           |                                           |  |  |                                  |                                  |  |  |                                |                                |
|  | Ida Atsushi 9d                      |                                     |  |  | Han Sang-joo 6d                       | N+R                                   |                 |                 |                                           |                                           |  |  |                                  |                                  |  |  |                                |                                |
|  |                                     |                                     |  |  | Shin Jin-seo 9d                       |                                       |                 |                 |                                           |                                           |  |  |                                  |                                  |  |  |                                |                                |
|  |                                     |                                     |  |  |                                       |                                       |                 | Han Sang-joo 6d |                                           |                                           |  |  |                                  |                                  |  |  |                                |                                |
|  | Lee Chang-seok 9d                   | B+R                                 |  |  | Ke Jie 9d                             | N+R                                   |                 |                 |                                           |                                           |  |  |                                  |                                  |  |  |                                |                                |
|  | Gu Zihao 9d                         |                                     |  |  | Lee Chang-seok 9d                     |                                       |                 |                 |                                           |                                           |  |  |                                  |                                  |  |  |                                |                                |
|  |                                     |                                     |  |  | Ke Jie 9d                             | B+R                                   |                 |                 |                                           |                                           |  |  |                                  |                                  |  |  |                                |                                |
|  |                                     |                                     |  |  |                                       |                                       |                 | Ke Jie 9d       | B+R                                       |                                           |  |  |                                  |                                  |  |  |                                |                                |
|  | Kang Dong-yun 9d                    |                                     |  |  | Won Sung-jin 9d                       |                                       |                 |                 |                                           |                                           |  |  |                                  |                                  |  |  |                                |                                |
|  | Lai Junfu 9d                        | N+R                                 |  |  | Lai Junfu 9d                          |                                       |                 |                 |                                           |                                           |  |  |                                  |                                  |  |  |                                |                                |
|  |                                     |                                     |  |  | Shin Min-jun 9d                       | N+R                                   |                 |                 |                                           |                                           |  |  |                                  |                                  |  |  |                                |                                |
|  |                                     |                                     |  |  |                                       |                                       | Shin Min-jun 9d |                 |                                           |                                           |  |  |                                  |                                  |  |  |                                |                                |
|  | Won Sung-jin 9d                     | B+R                                 |  |  | Won Sung-jin 9d                       | N+R                                   |                 |                 |                                           |                                           |  |  |                                  |                                  |  |  |                                |                                |
|  | Xie Erhao 9d                        |                                     |  |  | Won Sung-jin 9d                       | B+R                                   |                 |                 |                                           |                                           |  |  |                                  |                                  |  |  |                                |                                |
|  | Kyo Kagen 9d                        | B+R                                 |  |  | Kyo Kagen 9d                          |                                       |                 |                 |                                           |                                           |  |  |                                  |                                  |  |  |                                |                                |
|  | Park Geun-ho 9d                     |                                     |  |  |                                       |                                       |                 | Ke Jie 9d       | 1                                         |                                           |  |  |                                  |                                  |  |  |                                |                                |
|  |                                     |                                     |  |  | Byun Sang-il 9d                       | 2                                     |                 |                 |                                           |                                           |  |  |                                  |                                  |  |  |                                |                                |
|  |                                     |                                     |  |  | Byun Sang-il 9d                       | N+2,5                                 |                 |                 |                                           |                                           |  |  |                                  |                                  |  |  |                                |                                |
|  |                                     |                                     |  |  | Mi Yuting 9d                          |                                       |                 |                 |                                           |                                           |  |  |                                  |                                  |  |  |                                |                                |
|  |                                     |                                     |  |  |                                       |                                       | Byun Sang-il 9d | N+R             |                                           |                                           |  |  |                                  |                                  |  |  |                                |                                |
|  |                                     |                                     |  |  | Park Jung-hwan 9d                     |                                       |                 |                 |                                           |                                           |  |  |                                  |                                  |  |  |                                |                                |
|  |                                     |                                     |  |  | Park Jung-hwan 9d                     | B+R                                   |                 |                 |                                           |                                           |  |  |                                  |                                  |  |  |                                |                                |
|  |                                     |                                     |  |  | Shibano Toramaru 9d                   |                                       |                 |                 |                                           |                                           |  |  |                                  |                                  |  |  |                                |                                |
|  |                                     |                                     |  |  |                                       |                                       | Byun Sang-il 9d | B+R             |                                           |                                           |  |  |                                  |                                  |  |  |                                |                                |
|  | Kim Myeong-hoon 9d                  |                                     |  |  | Lee Ji-hyun 9d                        |                                       |                 |                 |                                           |                                           |  |  |                                  |                                  |  |  |                                |                                |
|  | Kim Jin-hwi 7d                      | N+2,5                               |  |  | Kim Jin-hwi 7d                        |                                       |                 |                 |                                           |                                           |  |  |                                  |                                  |  |  |                                |                                |
|  |                                     |                                     |  |  | Ding Hao 9d                           | B+R                                   |                 |                 |                                           |                                           |  |  |                                  |                                  |  |  |                                |                                |
|  |                                     |                                     |  |  |                                       |                                       | Ding Hao 9d     |                 |                                           |                                           |  |  |                                  |                                  |  |  |                                |                                |
|  | Xu Haohong 9d                       | N+R                                 |  |  | Lee Ji-hyun 9d                        | N+R                                   |                 |                 |                                           |                                           |  |  |                                  |                                  |  |  |                                |                                |
|  | Choi Hyun-jae 5d                    |                                     |  |  | Xu Haohong 9d                         |                                       |                 |                 |                                           |                                           |  |  |                                  |                                  |  |  |                                |                                |
|  | Lee Ji-hyun 9d                      | N+R                                 |  |  | Lee Ji-hyun 9d                        | N+R                                   |                 |                 |                                           |                                           |  |  |                                  |                                  |  |  |                                |                                |
|  | Fan Tingyu 9d                       |                                     |  |  |                                       |                                       |                 |                 |                                           |                                           |  |  |                                  |                                  |  |  |                                |                                |

## Finale
La finale è stata una sfida al meglio delle tre partite, disputata tra i due finalisti, il cinese Ke Jie e il sudcoreano Byun Sang-il, che era stato sconfitto nella finale dell'edizione precedente.
Byun ha vinto la serie per 2-1 in rimonta, vincendo così la Coppa LG per la prima volta in due finali.

### Controversia regolamentare
Nel novembre 2024, nella pausa tra le semifinali e le finali della Coppa LG, la Korea Baduk Association ha modificato i propri regolamenti, introducendo una norma che impone ai giocatori di riporre immediatamente le pietre dell'avversario catturate nel coperchio della propria ciotola; la prima infrazione di questa regola è punita con una penalità di due punti, la seconda con la sconfitta a tavolino. Lo scopo della regola è quello di permettere ai due goisti di contare i prigionieri di entrambe le parti, una componente importante dei regolamenti sudcoreano e giapponese, ma del tutto irrilevante nel regolamento cinese, in cui le pietre catturate non influenzano il punteggio finale. La federazione sudcoreana ha affermato di aver notificato le nuove regole a tutte le federazioni straniere in anticipo.
Nel corso del primo incontro, disputata il 20 gennaio, il cinese Ke Jie ha vinto di 2,5 punti. Nel corso della seconda finale, disputata due giorni dopo, Ke Jie ha collocato una pietra catturata fuori dal coperchio alla diciottesima mossa; quando l'arbitro se n'è accorto, alla quarantaquattresima mossa, ha comminato una prima penalizzazione a Ke Jie, sottraendogli 2 punti. All'ottantesima mossa, Ke ha catturato una pietra avversaria, ha premuto l'orologio e ha messo la pietra nel coperchio; l'arbitro è intervenuto perché il regolamento prevede che la pietra vada messa nel coperchio prima di premere l'orologio, e Ke Jie ha perso l'incontro per squalifica per aver infranto la regola per la seconda volta, segnando la prima volta che la finale di una competizione mondiale è stata decisa per squalifica.
Nella partita decisiva del 23 gennaio, alla mossa 159, un’altra violazione della stessa regola è stata rilevata dall’arbitro mentre era il turno di Byun Sang-il di pensare: l'intervento dell'arbitro ha interrotto lo scorrimento del tempo di Byun, dandogli di fatto più tempo per pensare alla propria mossa. Ke Jie ha protestato per due ore chiedendo che la partita fosse rigiocata, ma la KBA ha rifiutato. In risposta, Ke ha deciso di ritirarsi dal match, consegnando di fatto il titolo a Byun senza che quest’ultimo vincesse alcuna partita sul campo. La federazione cinese ha dichiarato che «la scelta del momento della sospensione è stata sbagliata e ha influenzato il normale procedere della partita»; Ke ha dichiarato «credo che non fosse possibile continuare la partita a causa dell'eccessiva influenza dell'arbitro».
Il 28 gennaio la federazione coreana ha pubblicato una dichiarazione, in cui si spiega l'origine del disguido, si definisce dispiaciuta per l'accaduto, e si propone di collaborare con le federazioni cinese e giapponese per stilare un regolamento comune per le competizioni di go internazionali.